# Бреннстрём, Эрик
Эрик Бреннстрём (швед. Erik Brännström; 2 сентября 1999, Экшё) — шведский профессиональный хоккеист, защитник клуба «Лозанна».

## Игровая карьера
Бреннстрём начал свою карьеру в юношеской команде ХВ71. Вскоре Эрик дорос уже до молодежной команды ХВ71 U20. В сезоне 2015-2016 Бреннстрём дебютировал в Шведской хоккейной лиге.
23 июня 2017 года Бреннстрём был выбран на драфте НХЛ 2017 года в 1-м раунде под общим 15-м номером клубом «Вегас Голден Найтс». 16 июля 2017 года Эрик подписал контракт новичка с «Вегасом» на три года.
25 февраля 2019 года Эрик оказался частью сделки между «Голден Найтс» и «Оттава Сенаторз», по условиям которой права на него были отданы клубу из Канады в обмен на нападающего Марка Стоуна. 14 марта 2019 года Бреннстрём дебютировал в НХЛ в матче против команды «Сент-Луис Блюз».
2024 был обменян в Колорадо Эвеланш, после его обменяли в Ванкувер Кэнакс
31 января 2025 года вместе с Джей Ти Миллером и Джексоном Доррингтоном был обменян в «Нью-Йорк Рейнджерс» на Филипа Читила и Виктора Манчини.

## Статистика
| Легенда | Легенда                    | Легенда | Легенда                   | Легенда | Легенда    |
| ------- | -------------------------- | ------- | ------------------------- | ------- | ---------- |
| И       | Количество проведённых игр | Штр     | Штрафное время            | +/−     | Плюс-минус |
| Г       | Голы                       | П       | Голевые передачи          | О       | Очки       |
| -       | Статистика неизвестна      | —       | Статистика не учитывалась |         |            |